# Bolivijska nogometna reprezentacija
Bolivijska nogometna reprezentacija je nacionalni nogometni sastav Bolivije kojeg kontrolira Federación Boliviana de Fútbol (hrv. Bolivijska nogometna federacija). 
Prvu utakmicu reprezentacija je odigrala 12. listopada 1926. u Santiagu protiv Čilea (poraz 7:1).
Bolivija je punopravna članica CONMEBOL i FIFA, kontinentalnih i međunarodnih nogometnih saveza, te nosi Fifin kod - BOL.
Reprezentacija je dosad nastupala na tri Svjetska prvenstva (SP 1930. u Urugvaju, SP 1950. u Brazilu i SP 1994. u SAD-u), ali bez značajnijeg rezultata. Također, Bolivija je 1963. osvojila Copu Américu dok je 1997. igrala u finalu tog natjecanja.

## Sudjelovanja na SP
Bolivija je dosad nastupila na tri svjetska nogometna prvenstva ali bez značajnijih rezultata.
| Natjecanje | Utakmica | Pob. | Ner. | Izg. | Po.G. | Pr.G. |
| ---------- | -------- | ---- | ---- | ---- | ----- | ----- |
| 1930.      | 2        | 0    | 0    | 2    | 0     | 8     |
| 1950.      | 1        | 0    | 0    | 1    | 0     | 8     |
| 1994.      | 3        | 0    | 1    | 2    | 1     | 4     |
| Total      | 6        | 0    | 1    | 5    | 1     | 20    |

### SP 1930.
Na prvom Svjetskom prvenstvu održanom 1930. godine u Urugvaju, bolivijska reprezentacija je odigrala dvije utakmice protiv Jugoslavije i Brazila. U oba susreta Bolivija je poražena visokim rezultatom od 4:0.

#### SP 1950.
Na Svjetskom prvenstvu u Brazilu, prvom nakon završetka 2. svjetskog rata, Bolivija je odigrala samo jednu utakmicu i to protiv kasnijeg prvaka turnira - Urugvaja. 8:0 poraz do danas je najveći rezultatski poraz u povijesti bolivijskog sudjelovanja na Svjetskim prvenstvima.

#### SP 1994.
Nakon 44 godine, Bolivija je opet sudjelovala u završnici Mundijala. Smještena je u skupini protiv Njemačke, Španjolske i Južne Koreje. Prva utakmica i 1:0 poraz od njemačkog Elfa ostat će zapamćen po bolivijskom igraču Marcu Etcheverryju, koji je isključen nakon tri minute provedene u igri.
U sljedećoj utakmici protiv Južne Koreje, Bolivija je stekla prvi bod u povijesti, odigravši neriješeno - 0:0. U zadnjoj utakmici protiv Španjolske, reprezentacija je poražena s 3:1.

### Copa América
Najznačajniji rezultati Bolivije na Copi Américi su zlato osvojeno 1963. i srebro iz 1997. Tu su još i dva četvrta mjesta iz 1927. i 1949.

### Kup konfederacija
1999. godine Bolivija je prvi i zasad jedini puta nastupala na Kupu konfederacija. Nakon dvije neriješene utakmice u skupini (2:2 protiv Egipta i 0:0 protiv Saudijske Arabije), Bolivija je u zadnjem susretu skupine poražena s 1:0 protiv Meksika.

### Panameričke igre
Bolivija se rijetko natjecala na međukontinentalnim Panameričkim igrama. Prvi nastup bio je 1975. dok je na drugom nastupu 2007. godine Bolivija osvojila četvrto mjesto.

## Bolivijski reprezentativci

#### Širi popis
| #         | Pozicija          | Ime                    | Datum rođenja       | Klub                   |
| --------- | ----------------- | ---------------------- | ------------------- | ---------------------- |
|           | vratar            | Carlos Lampe           | 17. ožujka 1987.    | Universitario de Sucre |
|           | vratar            | Daniel Vaca            | 3. studenog 1989.   | Wilstermann            |
|           | vratar            | Carlos Arias           | 27. travnja 1982.   | Maccabi Netanya        |
|           | vratar            | Hugo Suarez            | 7. veljače 1982.    | Oriente Petrolero      |
|           | branič            | Miguel Hoyos           | 11. ožujka 1981.    | Oriente Petrolero      |
|           | branič            | Oscar Añez             | 23. srpnja 1990.    | Universitario de Sucre |
|           | branič            | Ronald Raldes          | 20. travnja 1981.   | Colón                  |
|           | branič            | Edemir Rodríguez       | 21. listopada 1986. | Real Potosí            |
|           | branič            | Luis Gutiérrez         | 15. siječnja 1985.  | Oriente Petrolero      |
|           | branič            | Ignacio A. García      | 20. kolovoza 1986.  | Aurora                 |
|           | branič            | Marvin Bejarano        | 6. ožujka 1988.     | Universitario de Sucre |
|           | branič            | Abdón Reyes            | 7. studenog 1981.   | Bolívar                |
|           | branič            | Juan Manuel Peña       | 17. siječnja 1973.  | D.C. United            |
|           | branič            | Luis Gatty Ribeiro     | 1. studenog 1979.   | Real Potosí            |
|           | branič            | Santos Amador          | 6. travnja 1982.    | The Strongest          |
|           | branič            | Jair Torrico           | 12. kolovoza 1988.  | Wilstermann            |
|           | branič            | Wilder Zabala          | 31. prosinca 1982.  | Blooming               |
|           | branič            | Nicolás Suárez Vaca    | 23. prosinca 1987.  | Oriente Petrolero      |
|           | branič            | Ronald Rivero          | 29. siječnja 1980.  | Bolívar                |
|           | vezni             | Leonel Reyes           | 19. studenog 1976.  | Bolívar                |
|           | vezni             | Didí Torrico           | 18. svibnja 1988.   | Bolívar                |
|           | vezni             | Ronald García          | 17. prosinca 1980.  | Anorthosis Famagusta   |
|           | vezni             | Sacha Lima             | 17. kolovoza 1981.  | Universitario de Sucre |
|           | vezni             | Joselito Vaca          | 12. kolovoza 1982.  | Oriente Petrolero      |
|           | vezni             | Amílcar Sánchez        | 23. siječnja 1991.  | Wilstermann            |
|           | vezni             | José Luis Chávez       | 18. svibnja 1986.   | Blooming               |
|           | vezni             | Jhasmani Campos        | 10. svibnja 1988.   | Oriente Petrolero      |
|           | vezni             | Mauricio Saucedo       | 14. kolovoza 1985.  | Oriente Petrolero      |
|           | vezni             | Darwin Peña            | 8. kolovoza 1977.   | The Strongest          |
|           | vezni             | Jaime Robles           | 2. veljače 1978.    | Aurora                 |
|           | vezni             | Julio César Hurtado    | 25. prosinca 1983.  | Blooming               |
|           | vezni             | Ronald Eguino          | 20. veljače 1988.   | Real Potosí            |
|           | vezni             | Rolando Ribera         | 13. ožujka 1983.    | San José               |
|           | vezni             | Edgar Rolando Olivares | 26. lipnja 1977.    | Wilstermann            |
|           | vezni             | Helmut Gutiérrez       | 2. lipnja 1987.     | Real Potosí            |
|           | vezni             | Samuel Galindo         | 18. travnja 1992.   | UD Salamanca           |
|           | vezni             | Wálter Flores          | 29. listopada 1978. | Bolívar                |
|           | vezni             | Jaime Robles           | 2. veljače 1978.    | Aurora                 |
|           | vezni             | Ruddy Cardozo          | 14. veljače 1990.   | Bolívar                |
|           | vezni             | Álex da Rosa           | 1. lipnja 1976.     | Bolívar                |
|           | napadač           | Wálter Veizaga         | 22. travnja 1986.   | Wilstermann            |
|           | napadač           | Roberto Galindo        | 14. listopada 1980. | Universitario de Sucre |
|           | napadač           | Marcelo Moreno         | 18. lipnja 1987.    | Šahtar Donjeck         |
|           | napadač           | José Alfredo Castillo  | 9. veljače 1983.    | Blooming               |
|           | napadač           | Gustavo Pinedo         | 7. travnja 1988.    | Blooming               |
|           | napadač           | Gilbert Álvarez        | 7. travnja 1992.    | Cruzeiro               |
|           | napadač           | Augusto Andaveris      | 5. svibnja 1979.    | La Paz                 |
|           | napadač           | Alcides Peña           | 14. siječnja 1989.  | Oriente Petrolero      |
|           | napadač           | Diego Cabrera          | 13. kolovoza 1982.  | Deportivo Pasto        |
| Izbornik: | Gustavo Quinteros |                        |                     |                        |

## Statistika

### Najviše nastupa
| #  | Ime igrača             | Reprezentativna karijera | Br. nastupa | Br. golova |
| -- | ---------------------- | ------------------------ | ----------- | ---------- |
| 1  | Marco Antonio Sandy    | 1993. – 2003.            | 93          | 6          |
| 1  | Luis Héctor Cristaldo  | 1989. – 2005.            | 93          | 5          |
| 3  | José Milton Melgar     | 1980. – 1997.            | 89          | 6          |
| 4  | Carlos Fernando Borja  | 1979. – 1997.            | 88          | 1          |
| 5  | Julio César Baldivieso | 1991. – 2005.            | 85          | 15         |
| 5  | Juan Manuel Peña       | 1991. – 2009.            | 85          | 1          |
| 7  | Miguel Ángel Rimba     | 1989. – 2000.            | 80          | 0          |
| 8  | Óscar Sánchez          | 1994. – 2006.            | 78          | 6          |
| 9  | Jaime Moreno           | 1991. – 2008.            | 75          | 9          |
| 10 | Marco Etcheverry       | 1989. – 2003.            | 71          | 13         |

### Najviše golova
| # | Ime igrača               | Reprezentativna karijera | Br. golova |
| - | ------------------------ | ------------------------ | ---------- |
| 1 | Joaquín Botero           | 1999. – 2009.            | 20         |
| 2 | Víctor Agustín Ugarte    | 1947. – 1963.            | 16         |
| 3 | Carlos Aragonés          | 1977. – 1981.            | 15         |
| 3 | Julio César Baldivieso   | 1991. – 2005.            | 15         |
| 3 | Erwin Sánchez            | 1989. – 2005.            | 15         |
| 6 | Marco Antonio Etcheverry | 1989. – 2003.            | 13         |
| 6 | Máximo Alcócer           | 1953. – 1963.            | 13         |
| 8 | Miguel Aguilar           | 1977. – 1983.            | 10         |
| 9 | Jaime Moreno             | 1991. – 2008.            | 9          |
| 9 | William Ramallo          | 1989. – 1997.            | 9          |

## Stadion
Bolivija svoje domaće reprezentativne utakmice igra na stadionu Estadio Hernando Siles u La Pazu, te se stadion zbog visine od 3.637 metara nadmorske visine smatra najvišim na svijetu. Zbog toga su mnoge protivničke momčadi protestirale jer im je za razliku od domaće momčadi mnogo teže igrati na području razrijeđenog zraka te smatraju da je to nepravedno. 27. svibnja 2007. godine FIFA je donijela odluku da se kvalifikacijske utakmice za Svjetsko prvenstvo nesmiju igrati na nadmorskoj visini većoj od 2.500 metara. Međutim, nakon nekoliko mjeseci FIFA je poništila donesenu odluku tako da Bolivija može nastaviti s igranjem kvalifikacijskim utakmica na Estadio Hernando Siles.

## Vanjske poveznice
- RSSSF.com